# Перкото (Удине)
Перкото је насеље у Италији у округу Удине, региону Фурланија-Јулијска крајина.
Према процени из 2011. у насељу је живело 1542 становника. Насеље се налази на надморској висини од 58 м.